# 林武民
林武民（1967年—），广西恭城人，瑶族，中华人民共和国政治人物、第十二届全国人民代表大会广西地区代表。
毕业于广西自治区党委党校行政管理专业。加入中国共产党。2013年，担任全国人大代表。